# ドルリー・レーン
ドルリー・レーン（Drury Lane）は、エラリー・クイーンがバーナビー・ロス名義で発表した小説に登場する、架空の探偵。4編の長編に登場する。
ドルリー・レーンという名は、ロンドンにある通り（ドルリー・レーン (ロンドン)参照）から取られている。

## 人物設定
1871年11月3日、ルイジアナ州ニューオーリンズ生まれ。
長身で銀髪が肩まで垂れており、灰緑色の鋭い目をしている。また、ステッキやケープといった、舞台となった1930年代から見ても古風な服装を好む。
元はシェイクスピア俳優で、聴覚を失ったために引退した。引退後はニューヨーク郊外の丘に建つ「ハムレット荘」にて隠遁生活を送っている。読唇術を身につけており、電話以外では通常の人間と何ら変わりなく生活できる。
俳優を引退してから犯罪学に興味を持ち始める。手紙で殺人事件の解決に関する助言を行ったことがきっかけでブルーノ地方検事・サム警視と知り合い、難事件の捜査に協力するようになる。役者の経験を生かす。物的証拠や関係者の証言など、目の前にある事実のみを論理的に組み立てて真相を導き出す。
真相に気付いても「まだ説明すべき段階ではない」と考えている間は真相を語ろうとしない。
『Xの悲劇』、『Yの悲劇』では冬のハドソン川を遠泳するなど、60代とは思えない頑健な肉体の持ち主として描かれていたが、『Zの悲劇』以降は体調を崩していたこともあり、歳相応に老け込んでいる。

## 家族
生涯独身で、妻子はいない。
ハムレット荘では元演劇関係者の老人達と暮らしている。また、ハムレット荘の敷地内には16世紀の農村を再現した集落があり、レーンを慕う人々が居住しているが、人数や素性の詳細は描かれていない。

### 主な使用人
クェイシー
扮装係
背中にこぶがある、頬ひげを生やした老人。年齢不詳だが、『Zの悲劇』において「百歳を超えている」という描写がある。メーキャップの天才で、40年以上レーンの扮装係を務めてきた。レーンがメーキャップの出来映えに満足した場合のみ、レーンからキャリバン（『テンペスト』に登場する怪物）というあだ名で呼ばれる。
フォルスタッフ
執事
元俳優の老人。本名ではないが、太った体型が『ヘンリー四世』の登場人物を連想させることから、レーンからフォルスタッフと呼ばれている。
ドロミオ
運転手
赤毛で長身の青年。名前は『間違いの喜劇』の登場人物から取られている。

## 登場作品
- 1932年:Xの悲劇
- 1932年:Yの悲劇
- 1933年:Zの悲劇
- 1933年:レーン最後の事件